# Edgar Stoppa
Edgar Stoppa (* 1961) ist ein deutscher Diplom-Verwaltungswirt und Erster Polizeihauptkommissar an der Bundespolizeiakademie Lübeck.

## Tätigkeit
Stoppa ist Dozent für Waffenrecht an der Bundespolizeiakademie in Lübeck. Ein weiterer Schwerpunkt seiner Tätigkeit ist das Ausländerrecht, speziell die für die Bundespolizei relevanten Teile des Grenzübertritts und Schengenrechts sowie des Ausländerstrafrechts. In diesen Gebieten publizierte er eine Reihe von Fachaufsätzen und verfasste Kommentierungen von Gesetzen.
Gemeinsam mit Volker Westphal betreibt er eine Webseite, auf der beide auch aktuelle Entwicklungen im Gebiet des Ausländer- und Schengenrechts kommentieren und den Report Ausländerrecht veröffentlichen und deren Inhalte mehrfach von Fachgerichten zitiert wurden.
Er ist Mitglied im Vorstand der Gewerkschaft der Bundespolizeiakademie.

## Blockierung der Webseite www.westphal-stoppa.de aus dem Netz der Bundespolizei
Im März 2009 kommentierte Stoppa zusammen mit Volker Westphal das Soysal-Urteil des EuGH auf der Webseite www.westphal-stoppa.de. Dort äußerten die Autoren die Ansicht, dass türkische Staatsangehörige in bestimmten Fällen kein Visum für die Einreise in den Schengenraum und somit auch nach Deutschland mehr benötigen würden. Diese Ansicht wurde jedoch vom Bundesministerium des Innern, also auch dem Dienstherrn von Stoppa und Westphal, nicht geteilt. Der Aufruf der Webseite www.westphal-stoppa.de aus dem Netz der Bundespolizei wurde daraufhin durch die Behördenleitung vorübergehend gesperrt. Der Bund Deutscher Kriminalbeamter kritisierte dies als schwerwiegenden Angriff auf die Informations- und Meinungsfreiheit.
Die Bundesregierung wurde über diese Vorfälle in einer Kleinen Anfrage zu den „Auswirkungen des Soysal-Urteils des Europäischen Gerichtshofs“ befragt, gab hierzu jedoch öffentlich keine konkreten Auskünfte.

## Veröffentlichungen (Auswahl)
- Kommentierung zum Ausländerstrafrecht in: Huber, Aufenthaltsgesetz (Kommentar), 2. Aufl., 2015, München, Beck, ISBN 978-3-406-65231-8

- mit Gade, Gunter Dietrich: Waffengesetz (Kommentar), München, Beck, 2011, ISBN 978-3-406-62087-4
- mit Westphal, Volker: Ausländerrecht für die Polizei, 3. Aufl., Lübeck 2007, ISBN 978-3-00-023065-3
- mit Westphal, Volker: Evropsko pravo za mejno policijo, Ljubljana, 2004, ISBN 961-6043-52-8
- Kommentierung der §§ 92, 92a AuslG in: Huber, Handbuch des Ausländer- und Asylrechts, München, Beck, ISBN 3-406-37788-2
- Kommentar zum Ausländerstrafrecht in: Münchener Anwaltshandbuch – Strafverteidigung, München, Beck, herausgegeben von Gunter Widmaier, 2006